# 台灣蝴蝶蘭
台湾蝴蝶蘭（學名：Phalaenopsis formosana），是兰科蝴蝶兰属的一种，也是台灣的两种原生蝴蝶兰之一。部分观点认为其应为白蝴蝶蘭的一個亞種，即台灣白花蝴蝶蘭（Phalaenopsis aphrodites subsp. formosana）。
因台湾蝴蝶兰被发现之初曾被称作「Phalaenopsis amabilis formosana」这一非正式发表的不合法名，再加上形似俗稱「阿嬤蝴蝶兰」的美丽蝴蝶兰（P. amabilis），因此常被误认为是美丽蝴蝶兰的亚种或变种，也一同被俗称为「台湾阿嬤」。美丽蝴蝶兰（阿嬤蝴蝶蘭）花冠的中裂片基部的癒合體上方具二短角，而臺灣蝴蝶蘭則具四短角。
莖短，通常不到2公分。根发达、肉质。葉革質，上表面發亮有光澤，互生于莖的兩側，呈浅绿色，无红色斑纹，橢圓狀至長橢圓狀，長8~30公分，寬3~12公分。花序多分枝，最基部的节点也有分枝。花白色，比白蝴蝶兰稍小，唇瓣具爪部，裂成3裂片；中裂片似菱形，先端形成2條頗長之捲鬚。花期3-5月。
台灣蝴蝶蘭最早於1897年在蘭嶼被採集，分佈於臺灣東南部海岸山脈、大武山區、恆春半島、绿岛乡以及蘭嶼低海拔至中海拔森林中，是蝴蝶蘭育種的重要親本，具有花朵左右對稱排列垂下的特性，商業化的蝴蝶兰品種幾乎都有台灣蝴蝶蘭的血統，目前因過度採集族群已銳減，野外数量稀少。台灣蝴蝶蘭曾屢次在國際花卉展中獲獎。